# XHEMIT-FM
XHEMIT-FM è una stazione radio operante in Messico con sede nelle città di Comitán, nello Stato del Chiapas. Di proprietà dell'Instituto Mexicano de la Radio, XHEMIT-FM trasmette sulla frequenza 107,9 FM programmi sia a contenuto musicale che informativo sotto il nome di "Radio IMER".

## Storia
XEMIT-AM 540 iniziò a trasmettere nel 1988 come una delle tre stazioni radio di proprietà dell'IMER che furono create in un accordo con il governo dello Stato del Chiapas.
Nel 1994, in risposta al caso generato dalle azioni dell'EZLN nel Chiapas, la stazione creò il programma di informazione "Línea 54". Da quel momento, la stazione, che trasmetteva con una potenza di 700 W, fu autorizzata a passare a 5 kW; grazie a questa autorizzazione e a una nuova antenna radio installata nel 1995, la copertura raggiunta dalla radio incrementò enormemente.
Nel 2013, XHEMIT-FM 107,9 fu creata come parte della campagna di migrazione AM-FM in cui le stazioni radio messicane sono tuttora coinvolte. XHEMIT-FM trasmette in HD Radio. Essendo il sopracitato processo di migrazione ancora in corso, XEMIT-AM non è ancora stata chiusa.